# Resolució 1933 del Consell de Seguretat de les Nacions Unides
La Resolució 1933 del Consell de Seguretat de les Nacions Unides fou adoptada per unanimitat el 30 de juny de 2010. Després de reafirmar les resolucions anteriors sobre la situació política a Costa d'Ivori i en especial les resolucions 1924, 1911, 1893 i 1885 (aquesta última relativa a Libèria), el Consell va modificar i va prorrogar el mandat de la Missió de les Nacions Unides a Costa d'Ivori (UNOCI) fins al 31 de desembre de 2010, prorrogant també fins a la mateixa data l'autorització per a la presència de tropes franceses per donar suport a la missió.
La resolució va recordar, entre altres assumptes, que a Costa d'Ivori no s'havien celebrat eleccions presidencials des d'octubre del 2000, i el Consell es va montrar preocupat per aquest fet i per l'absència d'un calendari electoral i va oferir tota la col·laboració necessària perquè es duguessin a terme. Va condemnar les violacions dels drets humans al país i instar les forces polítiques (participants en l'acord d'Ouagadougou) per acabar-les. Va insistir que investiguin els fets i que els responsables obtinguin a un procés judicial amb ajuda de la Missió de les Nacions Unides a Costa d'Ivori (UNOCI).